# ITVBe
ITVBe était une chaîne de télévision créée par ITV Digital Channels Ltd, une division de ITV plc. La chaîne a fait ses débuts le 8 octobre 2014 . 

## Programmation
ITVBe est orienté vers un public jeune et féminin

### Les programmes les plus regardés
| Rang | Émission                        | Audience (millions) | Date             |
| ---- | ------------------------------- | ------------------- | ---------------- |
| 1    | The Only Way Is Essex           | 1.36                | 9 novembre 2014  |
| 2    | The Only Way Is Essex           | 1.18                | 19 octobre 2014  |
| 3    | The Only Way Is Essex           | 1.16                | 2 novembre 2014  |
| 4    | The Only Way Is Essex           | 1.12                | 26 octobre 2014  |
| 5    | The Real Housewives of Cheshire | 1.11                | 12 janvier 2015  |
| 6    | The Only Way Is Essex           | 1.09                | 12 octobre 2014  |
| 7    | The Only Way Is Essex           | 1.06                | 12 décembre 2014 |
| 8    | The Only Way Is Essex           | 1.03                | 22 octobre 2014  |
| 9    | The Only Way Is Essex           | 1.01                | 1er mars 2015    |